# Kate Twa
Kate Twa est une actrice, réalisatrice, scénariste et productrice canadienne.

## Filmographie

### Cinéma
- 1995 : Devotion : Julie Rosen
- 1996 : Le Souffre-douleur : La vendeuse du magasin
- 1999 : Y2K : L'officier
- 2000 : We All Fall Down : La femme dans la galerie
- 2005 : Twice Removed : Ashley Pierce
- 2008 : Run Rabbit Run (réalisatrice, scénariste, productrice)
- 2016 : The Orchad : Val

### Télévision

#### Téléfilms
- 1996 : Jalousie maternelle : La détective
- 1997 : The Escape
- 1997 : Les Ailes de la victoire
- 2000 : Alerte imminente : Garde de l'aéroport
- 2021 : Noël entre nous (Christmas Au Pair) : Lisa
- 2021 : Le menu de Noël (A Christmas to Savour) : Joanne
- 2022 : Secrets Mortels Entre Mère et Fille (Deadly Secrets) : Louise
- 2022 : B&B Merry : Sarah
- 2023 : Inspiring Love : Daniela
- 2023 : Romantic Friction : Selina Wade

#### Séries télévisées
- 1994 : Les anges gardiens (1 épisode) : Debbie
- 1994 : La Légende d'Hawkeye (1 épisode)
- 1994 - 1995 : X-Files : Aux frontières du réel (saisons 1 et 2 : épisodes Masculin-féminin et Ombre mortelle) : Marty / Kelly Ryan
- 1995 : L'As de la crime (2 épisodes) : Shana Thompson
- 1997 : Au-delà du réel (1 épisode) : Dr Annaud
- 2000 : Just Deal (1 épisode) : Anna Stephenson
- 2000 : Coroner Da Vinci (1 épisode) : Cathy Gruen
- 2003 - 2004 : Alienated : Agent Granger
- 2004 : Coroner Da Vinci (1 épisode) : Sandra McLeo
- 2005 : Dead Zone (1 épisode) : Allison Potter